# Сліпа верба, спляча жінка (фільм)
«Сліпа Верба, Спляча жінка» (фр. Saules aveugles, femme endormie) — анімаційна драма-антологія 2022 року, автором сценарію, продюсером, режисером та композитором якого є П'єр Фольд. Кінострічка, створена спільно Канадою, Францією, Люксембургом та Нідерландами, базується на шести оповіданнях, узятих зі збірок японського письменника Харукі Муракамі: «Сліпа верба, спляча жінка», «Слон зникає» і «Після землетрусу» (включаючи «Сліпа верба, спляча жінка», «Іменинниця», «Заводна пташка і жінки вівторка», «НЛО в Кусіро» і «Супер Жаба рятує Токіо»). З метою створення 3D-анімації на основі захоплення руху для 2D-фільму, Фольд здійснив зйомку вистави з живими акторами, після чого було проведено постпродакшн, в рамках якого обличчя акторів були замінені на тривимірні моделі, а їхні рухи анімовані.
Світова прем'єра анімаційного фільму «Сліпа верба, спляча жінка» відбулася в рамках конкурсної програми Міжнародного фестивалю анімаційних фільмів в Ансі 2022 року, де фільм був удостоєний нагороди журі. Пізніше того ж року стрічка була продемонстрована в рамках фестивальної секції «Сучасне світове кіно» на Міжнародному кінофестивалі у Торонто.
В український прокат стрічка вийшла 12 вересня 2024 року.

## Сюжет
2011 рік, Токіо. Декілька днів тому місто постраждало від землетрусу та цунамі. Жінка раптово покидає свого чоловіка після того, як п’ять днів поспіль безперестанку дивилася репортажі про землетрус. Її безпорадний чоловік Комура бере тижневу відпустку й відправляється на північ, щоб доставити двом молодим жінкам пакунок, про вміст якого він не здогадується. Його колега, простий агент зі стягнення боргів та дивний самітник, повернувшися додому одного вечора, знаходить там двометрову жабу, яка просить його врятувати Токіо від неминучого землетрусу.

## У ролях
| Актор              | Роль (озвучення) |
| ------------------ | ---------------- |
| Аморі де Крайенкур | Комура           |
| Матильда Оневьо    | Кіоко            |
| Арно Майлард       | Катагірі         |
| Бруно Павіо        | Сасакі           |
| Феодор Аткін       | М. Сузукі        |
| П'єр Фольд         | жаба             |
| Теофіл Баке        | Джунпей          |
| Жульєн Крампон     | Хіроші           |
| Демієн Занолі      | Сіраока          |
| Лоран Стокер       | Кен              |

## Оцінки критиків
За даними порталу Rotten Tomatoes, фільм отримав 79 % позитивних відгуків від кінокритиків з середньою оцінкою фільму 6,9 бала з 10.
Видання The Los Angeles Times назвало стрічку «Елегантно анімованими снами, що повні поетичних образів». Тоді як IndieWire підкреслює, що «анімації П’єра Фольда вдалося втілити унікальний стиль Муракамі», та підмічає «відомий магічний реалізм Муракамі на екрані». Screendaily назвало фільм «елегантно сюрреалістичним», а The Film Stage — «спробою зафіксувати травму, що залишилася від руйнівних наслідків 11 березня, коли Японію накрив сильний землетрус».

## Нагороди
| Рік  | Нагорода (або кінофестиваль)                             | Категорія                                     | Отримувач  | Результат |
| ---- | -------------------------------------------------------- | --------------------------------------------- | ---------- | --------- |
| 2022 | Міжнародний фестиваль анімаційних фільмів в Ансі         | Художній фільм                                | П'єр Фольд | Номінація |
| 2022 | Міжнародний фестиваль анімаційних фільмів в Ансі         | Відзнака журі                                 | П'єр Фольд | Перемога  |
| 2022 | Каїрський міжнародний кінофестиваль                      | Премія «Золота піраміда» за найкращий фільм   | П'єр Фольд | Номінація |
| 2022 | Гентський міжнародний кінофестиваль                      | Гран-прі за найкращий фільм                   | П'єр Фольд | Номінація |
| 2022 | Міжнародний кінофестиваль у Сан-Пауло                    | Конкурс нових режисерів                       | П'єр Фольд | Номінація |
| 2022 | Європейський кінофестиваль в Лез-Арк                     | Премія «Кришталева стріла» за найкращий фільм | П'єр Фольд | Номінація |
| 2022 | Європейський кінофестиваль в Лез-Арк                     | Найкраща оригінальна музика                   | П'єр Фольд | Перемога  |
| 2023 | Всесвітній фестиваль анімаційних фільмів у Заґребі       | Гран-прі за найкращий фільм                   | П'єр Фольд | Номінація |
| 2023 | Вільнюський міжнародний кінофестиваль                    | Найкращий європейський дебют                  | П'єр Фольд | Номінація |
| 2023 | Люксембурзький міський кінофестиваль                     | Гран-прі за найкращий фільм                   | П'єр Фольд | Номінація |
| 2023 | Фестиваль глядацького кіно «Миколайчук OPEN» в Чернівцях | Міжнародний повнометражний конкурс            | П'єр Фольд | Номінація |
| 2023 | Найкращі фільми Ґардіан                                  | Найкращий фільм                               | П'єр Фольд | Перемога  |
| 2024 | Премія «Люм'єр»                                          | Найкращий анімаційний фільм                   | П'єр Фольд | Номінація |